# Madonna, du bist schöner als der Sonnenschein
Madonna, du bist schöner als der Sonnenschein lautet der Kehrvers und der Titel eines Liedes in langsamen Tempo, das Robert Katscher 1924 für die Revue „Küsse um Mitternacht“ komponierte und auch textete. Die Ausstattungsrevue aus der Feder von Katscher und Karl Farkas, in welcher u. a. auch Eugen Jensen und Gerda Maurus
mitwirkten, wurde 1924 in den Wiener Kammerspielen uraufgeführt. 

## Charakteristika
Katscher schrieb das Lied in B-Dur und in der Liedform ABA'C. ES handelt sich um eine langsame Ballade in der Wiener Operetten-Tradition; die A-Teile bestehen aus wiederholten, langsam absteigenden Noten, der Höhepunkt (in G-Dur) wird im C-Teil erreicht. Trotz der Originalbezeichnung „Lied (Serenade) und Blues“ handelt es sich schon wegen des formalen Aufbaus um keinen Blues.
Der Text siedelt die Handlung in Italien, der kleinen Gondel  wegen wohl in Venedig, an, wo ein Gondoliere die Verse als Ständchen (Serenade) an eine unbekannte Signorina zur Abendstunde aus der Ferne seines Wassergefährts vorträgt. Er preist die Schönheit der Angebeteten, die er mit Schönheiten in der Natur, insbesondere der des Sonnenscheins, vergleicht. Der und die Besungene würden im Augenblick der Erfüllung, um die er fleht, für ihn dann eins. Seltsam kontrastiert zu dieser romantisch-europäischen Szenerie die moderne, eher transatlantisch orientierte Form als „Lied und Blues“, aufgefasst jedoch nicht als Blues-Gesang, wie ihn die Afroamerikaner pflegen, sondern als kontinentaler Modetanz.
Madonna, du bist schöner als der Sonnenschein erschien 1924 im Wiener Bohème-Verlag.

## Rezeptionsgeschichte
Das Lied wurde u. a. von dem Chansonnier Engelbert Milde (Homocord 1780), den Tenören Max Kuttner (Grammophon 20 278) und Richard Tauber (Odeon O-8100) und der Soubrette Franzi Ressel, den Orchestern Dajos Béla (Odeon A 44646, hier als ‘Sándor Józsi’), Bernard Etté (Vox 01947) und Paul Godwin (Grammophon 19 378 und Polyphon 31 579, hier als ‘Joan Florescu’) auf Grammophonplatten aufgenommen.
Mit dem von dem Songwriter Buddy G. de Sylva verfassten englischen Text When Day Is Done wurde das Lied auch in Übersee, wo es das Orchester von Paul Whiteman bekannt machte, ein Erfolg und bald darauf ein Weltschlager und Evergreen.
In Deutschland war der Titel Madonna auch noch nach dem Zweiten Weltkrieg beliebt und wurde von großen Unterhaltungsorchestern in ihr Repertoire aufgenommen. James Last spielte das Lied 1964 auf seiner LP „Das gabs nur einmal, Folge 2“, Helmut Zacharias auf seinem 2001 veröffentlichten Album „Zauberklang der Violine“.
Gerhard Wendland sang es 1963 in seinem LP-Album „Zärtliche Musik mit Gerhard Wendland“,
Max Raabe trug es 1991 zur Begleitung des Palast-Orchesters auf seiner CD „Ich hör so gern Musik“ vor.

## Notenausgaben
- Madonna, du bist schöner als der Sonnenschein. Lied (Serenade) und Blues. Text und Musik von Dr. Robert Katscher. Wiener Bohème-Verlag, Wien-Berlin 1924, Pub. No.: W.B.V. 621
- Katscher, Robert: Madonna, du bist schöner als der Sonnenschein. Einzelausgabe für Klavier, Gesang, Gitarre (aus der Revue Küsse um Mitternacht). BMG UFA Musikverlage, Verlag-Nr.: WBV1161, Bestellnummer:  BM429241

## Tondokumente
- Madonna, du bist schöner als der Sonnenschein. Serenade (Dr. Rob. Katscher) Engelbert Milde mit Orchesterbegleitung. Homocord B.1780 (M 17 688) [A15A] – [A 26 1 25][13]
- Madonna, du bist schöner als der Sonnenschein. Blues a. d. Revue „Küsse um Mitternacht“ (Dr. R. Katscher) Max Kuttner, Tenor, mit Godwin-Ensemble. Grammophon 20 278 (Matr. 3673 ar)
- Madonna, du bist schöner als der Sonnenschein. Serenade (Dr. Rob. Katscher) Kammersänger C. Richard Tauber, am Flügel Prof. Erich Meller. Odeon O-8100 / Rxx 80 237 (Matr. xxB 7086), aufgen. 1924[14]
- Madonna, du bist schöner als der Sonnenschein. Blues a. d. Revue „Küsse um Mitternacht“ (Dr. R. Katscher) Franzi Ressel, Sopran, mit Orchesterbegleitung. Vox 2181 (Matr. 2590-B)
- Madonna, du bist schöner als der Sonnenschein. Blues (Dr. R. Katscher) Orchester Bernard Etté. Vox *01947 (Matr. 2134 ½ A), aufgen. Januar 1925[15]
- Madonna, du bist schöner als der Sonnenschein. Blues (Dr. R. Katscher) Orchester Bernard Etté. Vox 1785 (Matr. 2503-B)
- Madonna, du bist schöner als der Sonnenschein. Blues von Robert Katscher. Paul Godwin mit seinem Künstler-Ensemble vom Nelson-Theater Berlin. Grammophon 19 378 / B 60 617 (Matr. 1287 av)
- Madonna, du bist schöner als der Sonnenschein. Blues a.d. Revue „Küsse um Mitternacht“ (Dr. R. Katscher) Künstler-Orchester Joan Florescu [= Paul Godwin], Polyphon grün 31 579 / 3-27 508 (Matr. 124 br)
- Madonna, du bist schöner als der Sonnenschein. Blues (Dr. R. Katscher) Kapelle Sándor Józsi [d. i. Dajos Béla] Odeon A 44 646 / O-3281 (Matr. xBe 4853), aufgen. Okt./Nov. 1925
- Madonna, du bist schöner als der Sonnenschein. Blues (Dr. R. Katscher) Orchester. Armada Record (15 cm) H-908 (Matr. 908-A)
- Madona. Fox-Trot (R. Hackert [sic]. Arreglo de L. Demare) Jazz-Band F. Canaro. Disco Nacional-Odeón (Argentinien) 4247 A (Matr. 169), aufgen. 14. Dezember 1926